# 仙崖义梵
仙崖义梵（日语：／ Sengai Gibon，1750年—1837年11月4日），日本江户时代的画家與书法家。他11岁成为临济禅僧人。在其后76年的生命中，他投身于绘画与书法。仙崖义梵的作品题材多样，从佛教肖像到风景、植物、动物等皆有涉略。这些作品由水墨绘成，笔触敏锐自然，并有强烈的幽默感。他最著名作品之一是以圆、三角以及正方形为题材创作的《○△□》。

## 逸事
相傳某年新年，一名黑田藩役人到聖福寺參拜時請义梵寫新年賀詞。义梵允諾後，寫下「祖死父死子死孫死」贈之。役人見之大怒，感到大觸霉頭，但义梵卻告訴他：「你聽我說，祖父先死，然後父死，兒子後死，最後孫死，一個家庭能依其長幼順序各享天年而終，沒有年輕人早逝的慟事，這不就是最大的喜氣了嗎？」

## 代表作
- ○△□圖 （出光美術館） 紙本墨画
- 指月布袋圖 （出光美術館） 紙本墨画

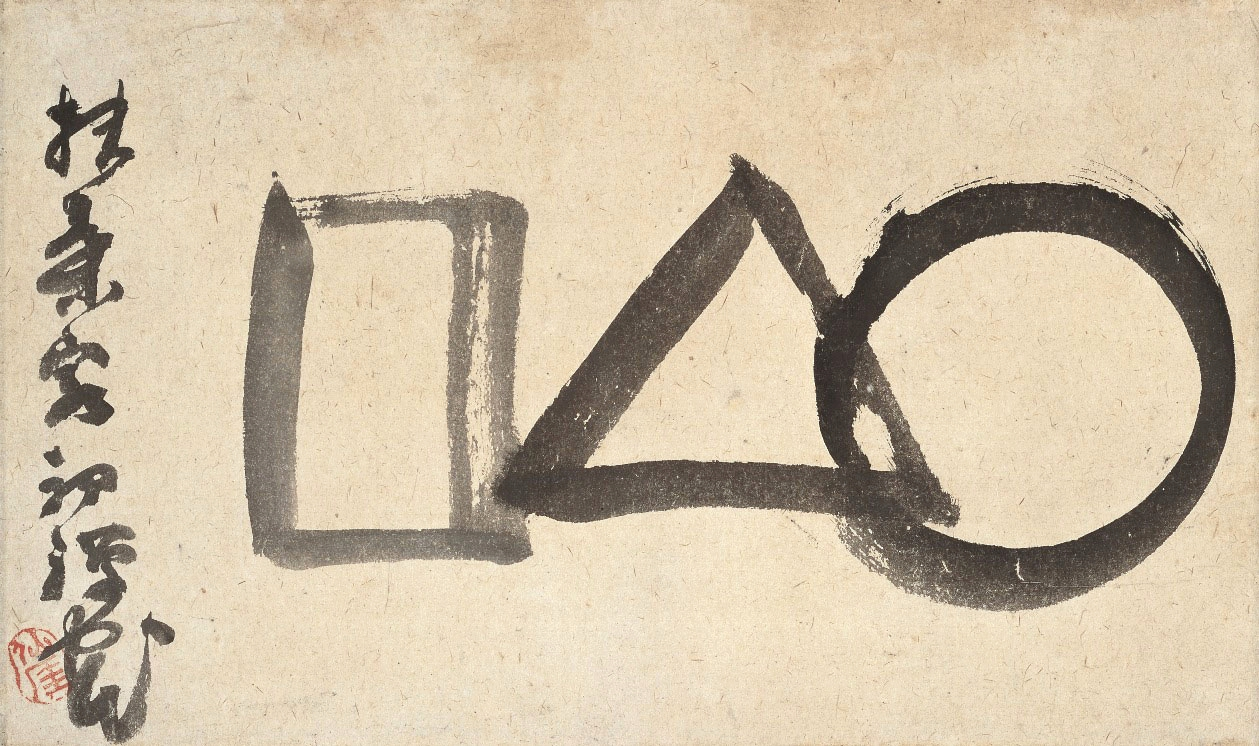
「○△□」 出光美術館蔵

- 豊干・寒山拾得圖屏風 （幻住庵） 紙本墨画 六曲一双 文政5年（1822年）

## 扩展阅读
- 森本哲郎 『この言葉！』、PHP新書、2000年、72-74ページ。
- 堀和久 『死にとうない 仙厓和尚伝』、新潮文庫、1996年4月。
- 水上勉 泉武夫 『水墨画の巨匠 第七巻 白隠・仙厓』、講談社、1995年3月 ISBN 4-06-253927-6
- 『出光美術館蔵品図録 仙厓』、平凡社、1988年8月 ISBN 4-582-21825-3